# Medaglie, decorazioni e ordini cavallereschi sammarinesi
Elenco delle medaglie, decorazioni e ordini cavallereschi sammarinesi, sia militari sia civili, ufficialmente in uso nella Repubblica di San Marino dalla loro istituzione a oggi.

## Generalità
Medaglie, decorazioni e onorificenze (degli ordini cavallereschi) sono tre espressioni assolutamente differenti della fons honorum.
La consuetudine di molti di considerarle sinonimi è atecnica e in qualche modo da ritenere errata.
Infatti, si parla di medaglie allorquando la distinzione commemora un evento, mentre si parla di decorazione quando la distinzione è riferita a un merito acquisito e pubblicamente riconosciuto all'insignito (persona fisica o bandiera di reparto militare, di ente territoriale o amministrativo, di una associazione, ecc.): ad esempio, al merito di lungo comando, di anzianità di servizio, al valore militare, al valore civile, al valore aeronautico, ecc.
Infine, sono onorificenze le distinzioni conferite negli ordini cavallereschi con le denominazioni generalmente di cavaliere, ufficiale, commendatore, grande ufficiale, cavaliere di gran croce, cavaliere di collare. Con l'onorificenza l'insignito acquisisce un titolo di cui può fregiarsi. Si ricorda che gli ordini più antichi e più importanti conferiscono il solo titolo di cavaliere.

## Ordinamento nobiliare nella Repubblica di San Marino
L'ordinamento nobiliare dello Stato è sancito dalla legge 29 settembre 1931, n. 15. Con la fine della monarchia sabauda, anche la Repubblica di San Marino ha ritenuto di dover rivedere la materia e nel 1946 venne soppressa la disciplina per il conferimento dei titoli nobiliari, poi ristabilita nuovamente nel 1958, e successivamente regolamentato il riconoscimento dei titoli nobiliari conferiti da altri Stati sovrani nel 1969.

## Ordini cavallereschi

### Ordine equestre per il merito civile e militare di San Marino
dal 22 marzo 1860 al 27 settembre 1868:
Considerata «(...) la necessità di mostrarsi riconoscente verso quelli, che hanno cooperato efficacemente con segnalati servigi alla salute e al decoro della Repubblica, o quelli che si resero grandemente benemeriti dell'umanità, delle scienze, delle arti (..., premessa)»; «I tre gradi superiori sono destinati specialmente a ricompensare i segnalati servigi resi alla Repubblica; gli ultimi due sono destinati a ricompensare i segnalati servigi resi all'umanità, alle scienze, alle arti (art. 4)»;  «Il primo grado dell'Ordine si conferisce ordinariamente ai Sovrani, ai membri delle Famiglie regnanti, agli alti Funzionari d'uno Stato, e straordinariamente anche a quelli, i quali abbiano per servigi straordinari altamente meritata una tale ricompensa. Il secondo grado si suol conferire d'ordinario ai Diplomatici ed agli Uffiziali Generali. Il terzo grado si può conferire ad ogni altra classi di persone (art. 5)»:
- Cavaliere gran croce dell'Ordine equestre per il merito civile e militare di San Marino
- Cavaliere grande uffiziale dell'Ordine equestre per il merito civile e militare di San Marino
- Cavaliere uffizial maggiore (commendatore) dell'Ordine equestre per il merito civile e militare di San Marino
- Cavaliere uffiziale dell'Ordine equestre per il merito civile e militare di San Marino
- Cavaliere dell'Ordine equestre per il merito civile e militare di San Marino

nastrino: orlo bianco, 1/7 azzurro, 1/7 bianco, 1/7 azzurro, 1/7 bianco, 1/7 azzurro, 1/7 bianco, 1/7 azzurro, orlo bianco
- Statuto dell'Ordine equestre di San Marino del 22 marzo 1860 [1].

Dal 27 settembre 1868 al 30 aprile 1964:
Considerata «(...) la necessità di mostrarsi riconoscente verso quelli, che hanno cooperato efficacemente con segnalati servigi alla salute e al decoro della Repubblica, o quelli che si resero grandemente benemeriti dell'umanità, delle scienze, delle arti (..., premessa)»; «I tre gradi superiori sono destinati specialmente a ricompensare i segnalati servigi resi alla Repubblica; gli ultimi due sono destinati a ricompensare i segnalati servigi resi all'umanità, alle scienze, alle arti (art. 4)»:  
- Cavaliere gran croce dell'Ordine equestre per il merito civile e militare di San Marino
- Grande uffiziale dell'Ordine equestre per il merito civile e militare di San Marino
- Uffiziale maggiore (commendatore) dell'Ordine equestre per il merito civile e militare di San Marino
- Uffiziale dell'Ordine equestre per il merito civile e militare di San Marino
- Cavaliere dell'Ordine equestre per il merito civile e militare di San Marino

nastrino: orlo bianco, 1/7 azzurro, 1/7 bianco, 1/7 azzurro, 1/7 bianco, 1/7 azzurro, 1/7 bianco, 1/7 azzurro, orlo bianco
- Senato - consulto del 27 settembre 1868
- Senato - consulto dell'11 gennaio 1872

Dal 30 aprile 1964 ad oggi
Considerata «(...) la necessità di mostrarsi riconoscente verso quelli, che hanno cooperato efficacemente con segnalati servigi alla salute e al decoro della Repubblica, o quelli che si resero grandemente benemeriti dell'umanità, delle scienze, delle arti (..., premessa)»; «I tre gradi superiori sono destinati specialmente a ricompensare i segnalati servigi resi alla Repubblica; gli ultimi due sono destinati a ricompensare i segnalati servigi resi all'umanità, alle scienze, alle arti (art. 4)»: 
- Collare dell'Ordine equestre per il merito civile e militare di San Marino
- Cavaliere gran croce dell'Ordine equestre per il merito civile e militare di San Marino
- Grande uffiziale dell'Ordine equestre per il merito civile e militare di San Marino
- Uffiziale maggiore (commendatore) dell'Ordine equestre per il merito civile e militare di San Marino
- Uffiziale dell'Ordine equestre per il merito civile e militare di San Marino
- Cavaliere dell'Ordine equestre per il merito civile e militare di San Marino

nastrino: orlo bianco, 1/7 azzurro, 1/7 bianco, 1/7 azzurro, 1/7 bianco, 1/7 azzurro, 1/7 bianco, 1/7 azzurro, orlo bianco
- Legge del 30 aprile 1964[1][2]

### Ordine equestre di Sant'Agata
dal 5 giugno al 15 settembre 1923
Compreso della necessità di mostrarsi riconoscente a quei cittadini esteri che con le industrie, col lavoro e colla beneficenza rivolta verso le Opere Pie Sammarinesi si sono resi benemeriti della Repubblica:
- grande ufficiale dell'Ordine equestre di Sant'Agata
- commendatore dell'Ordine equestre di Sant'Agata
- cavaliere ufficiale dell'Ordine equestre di Sant'Agata
- cavaliere dell'Ordine equestre di Sant'Agata

nastrino: 1/5 giallo, 1/5 bianco, 1/5 cremisi, 1/5 bianco, 1/5 giallo
- Legge del 5 giugno 1923

dal 15 settembre 1923 al 9 giugno 1925
Compreso della necessità di mostrarsi riconoscente a quei cittadini esteri che con le industrie, col lavoro e colla beneficenza rivolta verso le Opere Pie Sammarinesi si sono resi benemeriti della Repubblica:
- grande ufficiale dell'Ordine equestre di Sant'Agata
- commendatore dell'Ordine equestre di Sant'Agata
- cavaliere ufficiale dell'Ordine equestre di Sant'Agata
- cavaliere dell'Ordine equestre di Sant'Agata

nastrino: 1/10 giallo, 1/10 bianco, 6/10 cremisi, 1/10 bianco, 1/10 giallo
- Decreto Consigliare del 15 settembre 1923

dal 9 giugno 1925 al 26 gennaio 1946
Compreso della necessità di mostrarsi riconoscente a quei cittadini esteri che con le industrie, col lavoro e colla beneficenza rivolta verso le Opere Pie Sammarinesi si sono resi benemeriti della Repubblica:
- cavaliere di gran croce dell'Ordine equestre di Sant'Agata
- grande ufficiale dell'Ordine equestre di Sant'Agata
- commendatore dell'Ordine equestre di Sant'Agata
- cavaliere ufficiale dell'Ordine equestre di Sant'Agata
- cavaliere dell'Ordine equestre di Sant'Agata

nastrino: 1/10 giallo, 1/10 bianco, 6/10 cremisi, 1/10 bianco, 1/10 giallo
- Decreto Consigliare del 9 giugno 1925

dal 26 gennaio 1946 ad oggi
A titolo di riconoscimento e riconoscenza verso quei cittadini esteri che con le opere benefiche si sono resi utili alla Repubblica e ai suoi Istituti:
- cavaliere di gran croce dell'Ordine equestre di Sant'Agata
- cavaliere grande ufficiale dell'Ordine equestre di Sant'Agata
- commendatore dell'Ordine equestre di Sant'Agata
- cavaliere ufficiale dell'Ordine equestre di Sant'Agata
- cavaliere dell'Ordine equestre di Sant'Agata

nastrino: 1/5 giallo, 1/5 bianco, 1/5 cremisi, 1/5 bianco, 1/5 giallo
- Legge del 26 gennaio 1946[3][4]

## Ricompense militari

### Medaglie al valor militare
dal 26 gennaio 1990 ad oggi
Le Medaglie al valore sono attribuite dal Congresso militare, su proposta dell'Ispettore, su riferimento del Comandante del Corpo, per atti di particolare coraggio o altruismo:
- Medaglia d'oro al valor militare
- Medaglia d'argento al valor militare
- Medaglia di bronzo al valor militare

Legge 26 gennaio 1990, n. 15 (pubblicata il 14 febbraio 1990) "Regolamento organico e disciplina dei Corpi militari"

### Medaglie di anzianità
dal 22 marzo 1860 al 9 giugno 1925
Segno esteriore contraddistingue l'anzianità nel militare servizio, e che ciò può riuscire proficuo anche in questa Repubblica, in ispecie quando prendasi di mira l'anzianità non disgiunta dalla fedeltà e dallo zelo, o la sola benemerenza militare eziandio, sebbene non accompagnata da rigorosa anzianità. Quella di "anzianità" è conferita per aver apportato degli utili e rilevanti servigi militari al Governo, o essersi reso benemerito in particolar modo delle sue milizie:
- Medaglia d'oro di 1ª classe di anzianità per il merito militare
- Medaglia d'argento di 2ª classe di anzianità per il merito militare
- Medaglia di bronzo di 3ª classe di anzianità per il merito militare

Statuto del 22 marzo 1860 "per la medaglia del merito militare e civile"
dal 9 giugno 1925 al 26 gennaio 1990
Conferita a coloro che hanno reso importanti servigi ma che non fossero giudicati degni di maggiori distinzioni. Quella all' "anzianità" è conferita a quanti, ufficiali e militi, hanno degnamente e per notevole periodo servito nei corpi militari della Repubblica:
- Medaglia d'oro di 1ª classe del merito militare e civile all' "anzianità"
- Medaglia d'argento di 2ª classe del merito militare e civile all' "anzianità"
- Medaglia di bronzo di 3ª classe del merito militare e civile all' "anzianità"

Legge 9 giugno 1925, n. 29 che modifica lo Statuto del 22 marzo 1860 "per la medaglia del merito militare e civile e istituisce la medaglia al valore"
dal 26 gennaio 1990 ad oggi
Le Medaglie di anzianità sono attribuite d'ufficio ai militari che abbiano raggiunto i seguenti anni di servizio:
- Medaglia d'oro di 1ª classe per 25 anni di anzianità militare
- Medaglia d'argento di 2ª classe per 18 anni di anzianità militare
- Medaglia di bronzo 3ª classe per 10 anni di anzianità militare

Legge 26 gennaio 1990, n. 15 "Regolamento organico e disciplina dei Corpi militari" (pubblicata il 14 febbraio 1990)

### Medaglia di fedeltà
dal 26 gennaio 1990 al 18 febbraio 1999
La medaglia di fedeltà è attribuita ai militari che abbiano raggiunto i cinquant'anni di appartenenza ai Corpi militari.
- Medaglia d'oro per 50 anni di fedeltà militare

Legge 26 gennaio 1990, n. 15 "Regolamento organico e disciplina dei Corpi militari" (pubblicata il 14 febbraio 1990)
dal 18 febbraio 1999 ad oggi
Le Medaglie di fedeltà sono attribuite d'ufficio ai militari che abbiano raggiunto i seguenti anni di appartenenza ai Corpi militari:
- Medaglia d'oro di 1ª classe per 50 anni di fedeltà militare
- Medaglia d'oro di 2ª classe per 35 anni di fedeltà militare

Legge 18 febbraio 1999, n. 28 "Modifiche ed Integrazioni alla Legge 26 gennaio 1990, n. 15 "Regolamento organico e disciplina dei Corpi militari" (pubblicata il 14 febbraio 1990)

## Riconoscimenti amministrativi

### Riconoscimenti agli impiegati dello Stato
dal 22 maggio 1962 ad oggi
Riconoscimenti per i dipendenti che si distinguono particolarmente per l'attività e lo zelo, la capacità e la competenza nel disimpegno del proprio lavoro; le Medaglie sono conferite, anche prima della fine del servizio, dal Consiglio Grande e Generale, su proposta della Reggenza, ai dipendenti che per i periodi di tempo indicati si sono costantemente dedicati con assiduità, diligenza, zelo e capacità al servizio attribuito loro:
- Medaglia d'oro (25 anni)
- Medaglia d'argento (20 anni)
- Medaglia di bronzo (15 anni)[5]

nastrino: 2/8 azzurro, 1/8 bianco, 2/8 azzurro, 1/8 bianco, 2/8 azzurro
- Nota di lode del Congresso di Stato con attribuzione di un assegno "una tantum"
- Nota di lode del Congresso di Stato
- Nota di lode del Capo del personale

Legge 22 maggio 1962, n. 13 "Legge organica per gli impiegati dello Stato" (pubblicata nell'Albo del Palazzo Governativo il 28 maggio 1962)

### Riconoscimenti al Corpo dei Vigili Urbani
dal 5 novembre 1963 ad oggi
Agli appartenenti al Corpo che si siano particolarmente resi meritevoli nell'adempimento del loro dovere; le Medaglie sono conferite anche prima della fine del servizio, per decisione del Consiglio Grande e Generale, su proposta del Congresso di Stato, per i periodi di tempo indicati se si sono costantemente dedicati con assiduità, diligenza, zelo e capacità al servizio attribuito loro:
- Medaglia d'oro di servizio (25 anni)
- Medaglia di argento di servizio (20 anni)
- Medaglia di bronzo di servizio (15 anni)
- Encomio solenne del Congresso di Stato
- Encomio dell'Ispettorato di Polizia
- Elogio del Comandante

Legge 5 novembre 1963, n. 44 "Regolamento del Corpo dei Vigili Urbani" (pubblicata nell'Albo del Palazzo Governativo il 28 novembre 1963)

## Decorazioni civili

### Benemerenze al merito
dal 22 marzo 1860 al 9 giugno 1925
Segno esteriore contraddistingue l'anzianità nel militare servizio, e che ciò può riuscire proficuo anche in questa Repubblica, in ispecie quando prendasi di mira l'anzianità non disgiunta dalla fedeltà e dallo zelo, o la sola benemerenza militare eziandio, sebbene non accompagnata da rigorosa anzianità. Quella di "merito" è destinata in casi speciali alla retribuzione di ogni importante servigio (abbenché non militare), che venisse reso al Governo, o all'umanità, alle scienze o alle arti:
- Medaglia d'oro di 1ª classe di merito per il merito civile
- Medaglia d'argento di 2ª classe di merito per il merito civile
- Medaglia di bronzo di 3ª classe di merito per il merito civile

Statuto del 22 marzo 1860 "per la medaglia del merito militare e civile"
dal 9 giugno 1925 ad oggi
Conferita a coloro che hanno reso importanti servigi ma che non fossero giudicati degni di maggiori distinzioni. Quella al "merito" è conferita a quanti hanno reso importanti servigi all'Umanità, alle Scienze, alle Arti, alle Industrie, al Lavoro, alla Beneficenza e comunque al Governo e al Popolo Sammarinese.
- Medaglia d'oro di 1ª classe del merito militare e civile al "merito"
- Medaglia d'argento di 2ª classe del merito militare e civile al "merito"
- Medaglia di bronzo di 3ª classe del merito militare e civile al "merito"

Legge 9 giugno 1925, n. 29 che modifica lo Statuto del 22 marzo 1860 "per la medaglia del merito militare e civile e istituisce la medaglia al valore"

### Benemerenze al valore
dal 9 giugno 1925 ad oggi
Conferita a coloro che hanno reso importanti servigi ma che non fossero giudicati degni di maggiori distinzioni. Quella al "valore" è conferita per essersi segnalato con importanti atti di coraggio, di sacrificio e di valore e di essersi coi medesimi reso utile e benemerito della Patria:
- Medaglia d'oro di 1ª classe al valore
- Medaglia d'argento di 2ª classe al valore
- Medaglia di bronzo di 3ª classe al valore

Legge 9 giugno 1925, n. 29 che modifica lo Statuto del 22 marzo 1860 "per la medaglia del merito militare e civile e istituisce la medaglia al valore"

### Benemerenze al merito del lavoro
dal 1985 a oggi
Ai lavoratori dipendenti compresi i soci di cooperative che si sono particolarmente distinti per meriti di perizia, di laboriosità e di buona condotta morale, la decorazione comporta il titolo di "Maestro del Lavoro" (10 ogni anno):
- Medaglia al merito del Lavoro

Legge 4 luglio 1985, n. 77 "Concessione decorazione al merito del lavoro" (pubblicata il 12 luglio 1985)

## Croce Rossa Sammarinese

### Medaglia della Croce Rossa Sammarinese
dal 29 novembre 1949 al 20 dicembre 1973
Conferita a persone che abbiano fatto straordinario sacrificio finanziario o morale in favore della Croce Rossa:
- Medaglia della Croce Rossa Sammarinese

nastrino:
Legge 29 novembre 1949, n. 57 "che approva lo statuto dell'Associazione della Croce Rossa Sammarinese, accorda alla stessa la personalità giuridica e stabilisce la protezione dell'emblema, del nome e dei distintivi della Croce Rossa"

### Croci al merito della Croce Rossa Sammarinese
dal 20 dicembre 1973 al 5 maggio 1987
Conferita a persone che abbiano elargito straordinari aiuti finanziari o che si siano distinte per eccezionali opere morali a favore della Croce Rossa Sammarinese:
- Croce di I grado al merito della Croce Rossa Sammarinese (Oro)
- Croce di II grado al merito della Croce Rossa Sammarinese (Argento)[7]

nastrino: 1/2 bianco, 1/2 azzurro
- Decreto 20 dicembre 1973, n. 55  "che approva lo Statuto della Società Croce Rossa Sammarinese" (pubblicato nell'Albo del Palazzo Governativo il 21 dicembre 1973)[8]

dal 5 maggio 1987 ad oggi
Conferita a persone che abbiano elargito straordinari aiuti finanziari o che si siano distinte per eccezionali opere morali a favore della Croce Rossa Sammarinese:
- Croce di 1º grado al merito della Croce Rossa Sammarinese (Oro)
- Croce di 2º grado al merito della Croce Rossa Sammarinese (Argento)[9]

nastrino: orlo bianco, 1/7 azzurro, 1/7 bianco, 1/7 azzurro, 1/7 bianco, 1/7 azzurro, 1/7 bianco, 1/7 azzurro, orlo bianco
- Decreto 5 maggio 1987 n. 57, "Modifica Decreto n° 55 del 20 dicembre 1973 - Statuto della Società Croce Rossa Sammarinese" (pubblicato il 12 maggio 1987)[10]

## Comitato Olimpico Nazionale Sammarinese

### Medaglie al Valore Atletico
dal ? 1982 ad oggi
- Medaglia d'oro al Valore Atletico
- Medaglia d'argento al Valore Atletico
- Medaglia di bronzo al Valore Atletico

nastrino: ?

### Medaglie al Merito Sportivo
dal ? 1982 ad oggi
- Medaglia d'oro al Merito Sportivo
- Medaglia d'argento al Merito Sportivo
- Medaglia di bronzo al Merito Sportivo

nastrino: ?